# Steve McQueen (director)
Steven Rodney McQueen (Londres, 9 de octubre de 1969), más conocido como Steve McQueen, es un cineasta, fotógrafo y escultor británico, conocido principalmente por sus películas. Ha obtenido los premios Turner, BAFTA y el Fipresci en el Festival de Venecia 2011. También ha ganado los premios Globos de Oro y BAFTA por su película 12 Years a Slave, con la que consiguió el Oscar a mejor película.

## Biografía

### Primeros años
De antepasados afrocaribeños, McQueen creció en la parte oeste de Londres y estudió en el Drayton Manor High School. Fue un futbolista destacado en el equipo St. Georges Colts. Inició sus estudios de arte en el Hammersmith an West London College y luego estudió arte y diseño en el Chelsea College of Art and Design y bellas artes en el Goldsmiths College, donde comenzó a interesarse por la filmación. Dejó Goldmisths en 1993 y estudió por poco tiempo en la Tisch School en Nueva York. Encontró que sus progresos allí no eran lo suficiente experimentales: allí "no te dejan arrojar la cámara al aire".

### Carrera

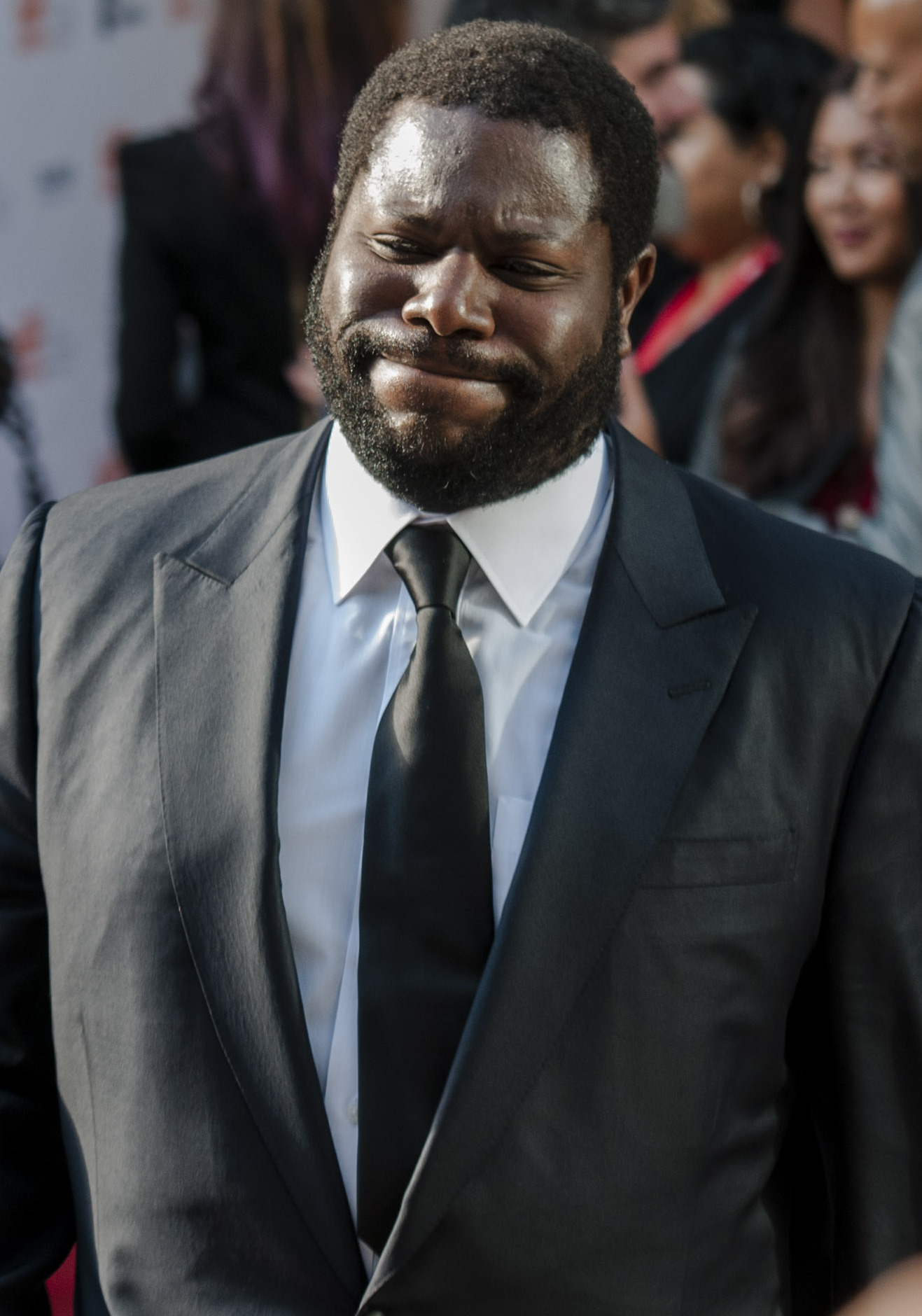
En el estreno en el Festival Internacional de Cine de Toronto de 12 Years a Slave, 2013

Las películas de McQueen, que suelen proyectarse sobre una o dos paredes de un espacio cerrado de una galería de arte, son a menudo en blanco y negro y minimalistas. Él ha citado influencias de la nouvelle vague y de las películas de Andy Warhol. A menudo aparece como protagonista de sus películas.
Su primer trabajo de importancia fue Bear (1993), en la cual dos hombres desnudos (uno de ellos McQueen) intercambian una serie de miradas que podrían ser interpretadas como de amenaza o de flirteo. Uno de sus trabajos más conocidos es Deadpan (1997), una reinterpretación de un trabajo de Buster Keaton en la que la fachada de una casa cae sobre McQueen, quien resulta ileso porque está de pie justo en el hueco que deja una ventana.
Además de ser en blanco y negro, estas películas son mudas. El primer film de McQueen en usar sonido fue también el primero en usar imágenes múltiples: Drumroll (1998). Esto se realizó con tres cámaras, dos montadas a los lados y otra delante de un barril de petróleo que McQueen hacía rodar por las calles de Manhattan. Las películas resultantes se proyectaron en tres de las paredes de un espacio cerrado. McQueen también hizo esculturas: White Elephant (Elefante blanco, 1998) y fotografías.
Ganó el Premio Turner en 1999, aunque mucha de la publicidad fue para Tracey Emin, que también fue nominada.
En 2008 su película Hunger, sobre la huelga de hambre irlandesa de 1981, se proyectó en la premier del Festival de Cannes de ese año. McQueen recibió el premio Caméra d'Or de Cannes. La película también fue premiada en el Festival de Cine de Sídney por "su controlada claridad de visión, sus extraordinario detalle y valentía, la dedicación de su plantilla y el poder y resonancia de su humanidad". La película también ganó el Premio Diesel Discovery del 2008 en el Festival Internacional de Cine de Toronto. Hunger también ganó el premio de la crítica del Festival de Los Ángeles y el premio a la mejor película en el London Evening Standard Film Awards en 2009.
McQueen fue seleccionado para representar al Reino Unido en la Bienal de Venecia del 2009 y en el Festival de Venecia 2011 ganó el FIPRESCI con su película Shame.
El 2 de marzo de 2014 McQueen ganó el Óscar a mejor película por 12 Years a Slave.

## Filmografía

### Cine
| Año  | Título           | Papel                |
| ---- | ---------------- | -------------------- |
| 2008 | Hunger           | Director y guionista |
| 2011 | Shame            | Director y guionista |
| 2013 | 12 Years a Slave | Director y productor |
| 2018 | Viudas           | Director y guionista |
| 2024 | Blitz            | Director y guionista |

### Small Axe (serie de TV)
Proyecto de 5 películas bajo el nombre de Small Axe para Amazon Prime y BBC:
- Mangrove (2020)
- Lovers Rock (2020)
- Red, White and Blue (2020)
- Alex Wheatle (2020)
- Education (2020)

### Cortometrajes
| Año  | Título | Papel                                    |
| ---- | ------ | ---------------------------------------- |
| 1997 | Exodus | Director, guionista, fotógrafo y editor. |

### Documentales
- Occupied City (2023)

## Premios y nominaciones
Premios Óscar
| Año  | Categoría      | Trabajo nominado      | Resultado |
| ---- | -------------- | --------------------- | --------- |
| 2014 | Mejor película | 12 años de esclavitud | Ganador   |
| 2014 | Mejor director | 12 años de esclavitud | Nominado  |

Festival Internacional de Cine de Cannes
| Año  | Categoría            | Trabajo nominado | Resultado |
| ---- | -------------------- | ---------------- | --------- |
| 2008 | Caméra d'or          | Hunger           | Ganador   |
| 2008 | Premio de la crítica | Hunger           | Ganador   |

Festival Internacional de Cine de Venecia
| Año  | Categoría                             | Trabajo nominado | Resultado |
| ---- | ------------------------------------- | ---------------- | --------- |
| 2011 | Premios Fipresci                      | Shame            | Ganador   |
| 2011 | Premio CinemAvvenire (mejor película) | Shame            | Ganador   |